# Austin A110
Der Austin A110 war eine viertürige Limousine der oberen Mittelklasse, die 1961 von der Austin Motor Company als Nachfolger des Austin A99 herausgebracht wurde. Gleichzeitig wurde auch der Wolseley 6/110 mit gleicher Karosserie, aber einem etwas stärkeren Motor (120 bhp / 88 kW) hergestellt.
Der Sechszylindermotor mit 2912 cm³ Hubraum und 82 kW Leistung wurde vom Vorgänger übernommen. Er trieb die Hinterräder an und brachte den Wagen auf bis zu 163 km/h. Die Karosserie des Vorgängers in Pontonform wich einer modischen Variante mit Heckflossen.
1964 erschien der Austin A110 Mk II mit geringfügigen Änderungen (z. B. Felgendurchmesser 13" anstatt 14").
1968 wurde das Modell A110 eingestellt und vom Austin 3-litre abgelöst.